# Inia boliviensis
Inia boliviensis is een zoogdier uit de familie van de orinocodolfijnen (Iniidae). De wetenschappelijke naam van de soort werd voor het eerst geldig gepubliceerd door Alcide d'Orbigny in 1834. De soort is van de Orinocodolfijn (Inia geoffrensis) afgesplitst.

## Voorkomen
De soort komt voor in Bolivia, in de Rio Madeira en haar zijrivieren, ten zuiden van de Teotonio-stromen.